# Быкадоров, Иван Фёдорович
Иван Фёдорович Быкадоров (1872—?) — русский военный  деятель,  полковник. Герой Первой мировой войны, участник Русско-японской войны.

## Биография
В 1895 году после окончания Новочеркасского казачьего училища по II разряду произведён в подхорунжии и выпущен в Донской 7-й казачий полк. В 1896 году произведён в хорунжии, в 1900 году в сотники, в 1904 году в подъесаулы — командир полусотни 25-го Донского казачьего полка.
С 1904 года участник Русско-японской войны. За боевые отличия в этой войне был награждён орденами Святого Станислава 2-й степени с мечами и 3-й степени с мечами и бантом, Святой Анны 3-й степени с мечами и бантом и 4-й степени «За храбрость». С 1910 года есаул — командир сотни 31-го Донского казачьего полка.
С 1914 года участник Первой мировой войны в составе 14-го Донского казачьего полка, в 1915 году «за отличие» произведён в войсковые старшины и в полковники. В 1916 году назначен командиром 14-го Донского казачьего полка.

Высочайшим приказом по армии и флоту от 12 января 1917 года за храбрость награждён Георгиевским оружием: 
За то, что  3-го июля 1915 года в бою у д. Колачково, состоя в чине войскового старшины в рядах 14-го Донского казачьего полка и командуя дивизионом казаков, под убийственным огнём противника, в конном строю атаковал неприятельскую пехоту, идя в голове 5-й сотне, потерявшей всех офицеров, врубился в неё и, пройдя три линии германской пехоты, настолько ошеломил её, что остановил её наступление, чем дал возможность нашим войскам занять лучшие позиции

## Награды
- Орден Святой Анны 4-й степени «За храбрость» (ВП 12.04.1905)
- Орден Святой Анны 3-й степени с мечами и бантом  (ВП 21.05.1905)
- Орден Святого Станислава 3-й степени с мечами и бантом (ВП 05.01.1906)
- Орден Святого Станислава 2-й степени с мечами (ВП 14.05.1907)
- Орден Святой Анны 2-й степени с мечами (ВП 26.10.1914)
- Орден Святого Владимира 4-й степени с мечами и бантом (ВП 05.08.1915)
- Георгиевское оружие (ВП 12.01.1917)